# Thomaslangoer
De thomaslangoer (Presbytis thomasi)  is een zoogdier uit de familie van de apen van de Oude Wereld (Cercopithecidae). De wetenschappelijke naam van de soort werd voor het eerst geldig gepubliceerd door Collett in 1892.

## Voorkomen
De soort komt voor in Indonesië, in het noorden van Sumatra.